# Hamburg Amazons
Die Hamburg Amazons sind ein American Football Frauenteam in Hamburg. Sie sind das Frauenfootballteam der Hamburg Pioneers. Sie gehören dem SV Polizei Hamburg an.

## Geschichte und Platzierungen
| Jahr | Gruppe                                | Playoffs                                          |
| ---- | ------------------------------------- | ------------------------------------------------- |
| 2004 | 1.                                    | Finale (8:19 vs. Berlin Adler Girls)              |
| 2005 | 1.                                    | Finale (0:28 vs. Munich Cowboys Ladies)           |
| 2006 | 2.                                    | Halbfinale (0:44 vs. Munich Cowboys Ladies)       |
| 2007 | 3.                                    | –                                                 |
| 2008 | 2.                                    | Halbfinale (7:19 vs. Nürnberg Hurricanes)         |
| 2009 | 2.                                    | Halbfinale (0:46 vs. Nürnberg Hurricanes)         |
| 2010 | 2.                                    | Halbfinale (0:40 vs. Düsseldorf Blades)           |
| 2011 | 2.                                    | Viertelfinale (6:14 vs. Munich Cowboys Ladies)    |
| 2012 | 5.                                    | –                                                 |
| 2013 | 3.                                    | –                                                 |
| 2014 | 3.                                    | –                                                 |
| 2015 | 3.                                    | –                                                 |
| 2016 | 4.                                    | –                                                 |
| 2017 | 1.                                    | Halbfinale (26:36 vs. Mainz Golden Eagles Ladies) |
| 2018 | 2.                                    | Halbfinale (8:16 vs. Munich Cowboys Ladies)       |
| 2019 | 2.                                    | Halbfinale (0:16 vs. Stuttgart Scorpions Sisters) |
| 2020 | Saisonabbruch wegen COVID-19-Pandemie | Saisonabbruch wegen COVID-19-Pandemie             |
| 2021 | Saisonabsage wegen COVID-19-Pandemie  | Saisonabsage wegen COVID-19-Pandemie              |
| 2022 | 1.                                    | Finale (20:35 vs. Stuttgart Scorpions Sisters)    |
| 2023 | 1.                                    | Finale (26:0 vs. Berlin Kobra Ladies)             |
| 2024 | 4.                                    | –                                                 |

### 2002–2005: Erfolgsgeschichte eines Neulings
Das Projekt Amazons wurde 2002 durch drei Frauen ins Leben gerufen. Zwei Jahre später, im Jahr 2004, spielte man die erste Saison in der Frauenbundesliga. Nach einer für einen Neuling überzeugenden Saison wurden die Amazons erst im Ladiesbowl, dem Finale um die deutsche Meisterschaft, durch die Berlin Kobras gestoppt und somit Vizemeister. Diese Leistung konnte man 2005 wiederholen, man unterlag diesmal den Munich Cowboys Ladies.

### 2006–2011: Etablierung in der 1. Bundesliga
In den folgenden Jahren konnten die Amazons nicht mehr an ihre Erfolge aus den ersten Jahren anknüpfen. Zwar konnten sie 2006 und 2008 jeweils das Halbfinale der Playoffs erreichen, allerdings nicht mehr das Finale um die deutsche Meisterschaft. 2008 wurden sie Erster der Nordstaffel der Bundesliga. In den Jahren 2009 bis 2011 festigten die Amazons die Stellung als Nummer 2 im Norden, unterlagen jedoch jeweils in den Halb- bzw. Viertelfinalspielen den Gegnern aus Düsseldorf und München.

### 2012: ein Neuanfang
Verschiedene Umstände sorgten dafür, dass der Ligabetrieb für die Amazons nach nur zwei Spielen beendet war. Der Sommer wurde zum Grundlagentraining genutzt. Nach einer Trainingspause begann im November 2012 die Vorbereitung für die Saison 2013.

## Weitere Teams der Hamburg Pioneers
- Hamburg Pioneers – Männer, Regionalliga Nord seit 2013
- Hamburg Snappers – Erwachsenen Flag Football, DFFL Nord, Deutscher Meister 2011, 2013, 2014, 2015 und 2016 im 9er Flag
- Hamburg Pioyouth – A-Jugend
- Hamburg Piokids – Jugend Flag Football, Flag-Jugendliga Hamburg, Deutscher Meister 2012 im 9er Flag

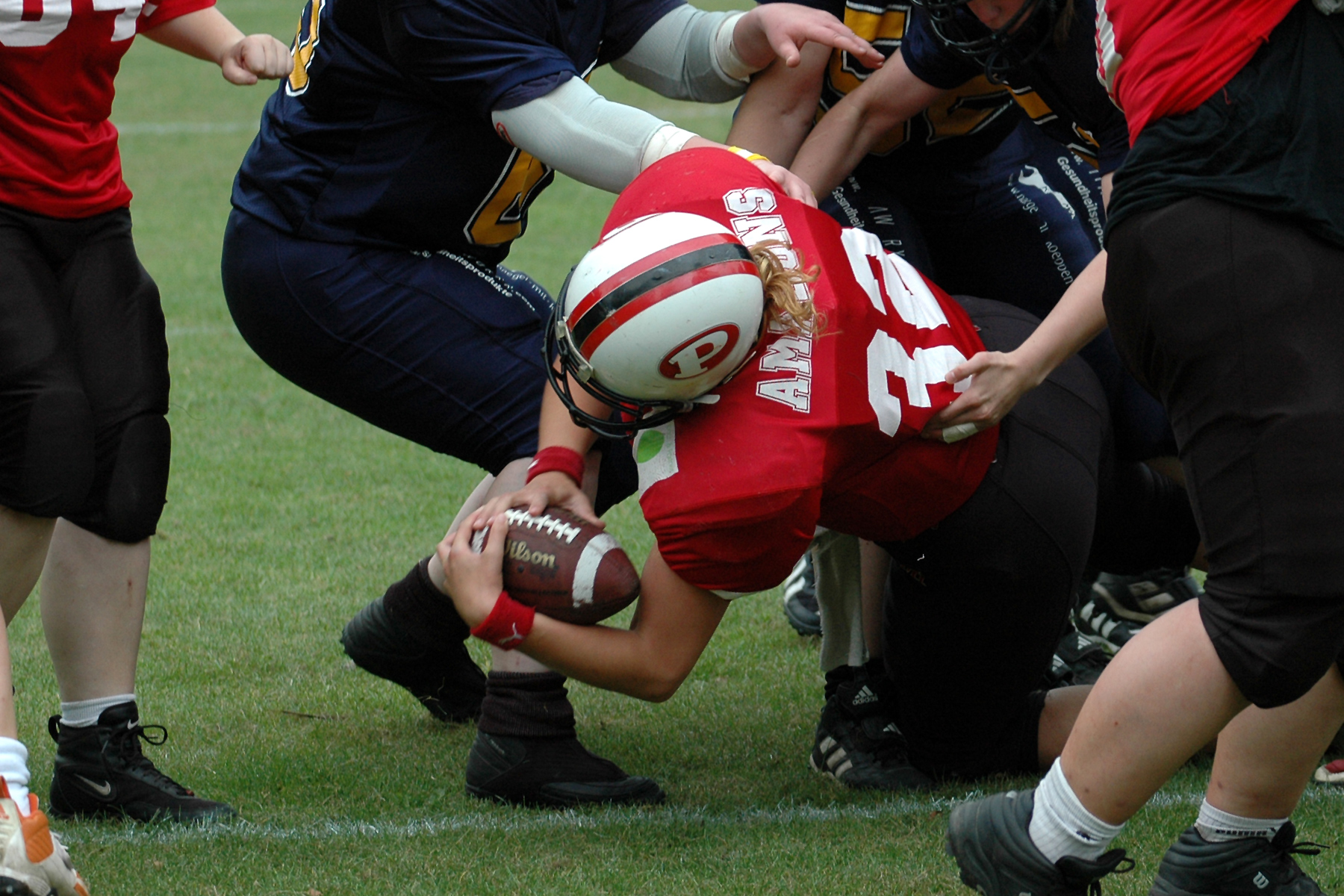
Amazons vs. Kobras 2005

- Amazons vs. Kobras 2005Hamburg Red Guardians – B/C-Jugend